# Narodowa Partia Pracy (Australia)
Narodowa Partia Pracy (ang. National Labor Party, NLP) – australijska partia polityczna o profilu socjaldemokratycznym i umiarkowanie nacjonalistycznym. Choć istniała tylko przez niecałe cztery miesiące, od listopada 1916 do lutego 1917, zdążyła przez ten czas być partią rządzącą na szczeblu federalnym, tworząc samodzielnie drugi gabinet Billy’ego Hughesa.

## Okoliczności powstania
Powstanie partii związane było z podziałem w łonie rządzącej w latach 1914-1916 Australijskiej Partii Pracy (ALP). Spór dotyczył tego, czy żołnierze pochodzący z poboru powinni być wysyłani na fronty I wojny światowej w Europie i na Bliskim Wschodzie. Obowiązujące wówczas prawo dopuszczało, aby poborowi pełnili służbę jedynie na terytorium Australii, natomiast wszelkie siły ekspedycyjne mogły składać się wyłącznie z ochotników. W miarę trwania wojny liczba ochotników systematycznie malała, co zagrażało zdolności Australii do dalszego udziału w tym konflikcie. Z tego względu prawe skrzydło ALP, mające w swych szeregach szefa partii i zarazem premiera federalnego Billy’ego Hughesa, lecz w skali całego ugrupowania będące w mniejszości, domagało się rozpisania referendum, w którym rząd poprosiłby obywateli o zgodę na wysyłanie poborowych na front. Propozycje te budziły sprzeciw m.in. w środowiskach związków zawodowych, których działacze mieli w ALP bardzo istotne wpływy.
Premier Hughes zdecydował się forsować pomysł referendum wbrew stanowisku większości partyjnych kolegów. W październiku 1916 Hughes, nie mogąc uzyskać zgody na swój pomysł na posiedzeniu klubu parlamentarnego ALP, demonstracyjnie opuścił je z grupą zwolenników, zaś pozostali na sali posłowie podjęli decyzję o ich wykluczeniu ze swojego grona. Wkrótce później zawarto kompromis, na mocy którego referendum jednak doszło do skutku, w dniu 28 października 1916, i zakończyło się odrzuceniem propozycji Hughesa. Szef rządu był jednak zdecydowany, aby w przyszłości ponownie poddać tę kwestię pod głosowanie, co najwyżej modyfikując nieznacznie szczegóły proponowanych rozwiązań. W listopadzie skupiona wokół niego grupa byłych polityków ALP utworzyła Narodową Partię Pracy.

## Okoliczności likwidacji
Dzięki nieformalnemu poparciu Związkowej Partii Liberalnej (CLP), Hughes zdołał utrzymać się u władzy i sformować swój drugi gabinet, złożony wyłącznie z polityków NLP. W czasie jego urzędowania trwały rozmowy na temat zacieśniania współpracy CLP i NLP. Zakończyły się one w styczniu 1917, gdy oba ugrupowania połączyły się i przyjęły nazwę Nacjonalistycznej Partii Australii (NPA), w niektórych polskojęzycznych opracowaniach zwanej też Partią Narodową. W lutym 1917 powstał trzeci gabinet Billy’ego Hughesa, w którym zasiedli wspólnie politycy z obu środowisk tworzących nową NPA.